# Préfecture de Mô
 (septembre 2017).
Si vous disposez d'ouvrages ou d'articles de référence ou si vous connaissez des sites web de qualité traitant du thème abordé ici, merci de compléter l'article en donnant les références utiles à sa vérifiabilité et en les liant à la section « Notes et références ».
La préfecture de Mô est située à l’ouest du Togo, dans la région centrale près de la frontière du Ghana.
La plaine de Mô est circonscrite entre 9°00’ et 8°30’ latitude nord, puis entre 0°50’ et 0°10’ de longitude est.
Elle occupe donc tout l’Ouest des monts Fazao et continue vers le Ghana avec une superficie d’environ 960 km2.
Elle est limitée au Nord par le fleuve Mô, au Sud par les rivières Koue et Kpaza, à l’Est par les monts Fazao et à l’Ouest par le Ghana.
L’accès à la plaine se fait exclusivement à partir de la ville de Bassar, qui relève de la région de la Kara, par une route de 31 km de long rendue praticable après la récente construction d’un pont de 93 mètres en 2009 sur le fleuve Mô.

## Démographie
La population de la Plaine de Mô est estimée à environ 56 512 habitants en 2018 contre 40 000 habitants en 2010, 31 000 en 2005 et 27 859 habitants en 1996.
Le taux d’accroissement démographique annuel qui est de l’ordre de 5,16%, a enregistré une tendance à la baisse : Il était de 8% entre 1981 et 1996 et de 12% entre 1970 et 1981.

## Climat
La plaine de Mô, à l’instar de toutes les localités de la préfecture de Sotouboua (région Centrale) et de celles de la Préfecture de Bassar (région de la Kara), est caractérisée par un climat semi-humide, de type soudano-guinéen perturbé par l’effet de l’harmattan, vent sec et poussiéreux du désert qui souffle du nord au Sud de décembre à février.
Ce climat est marqué par deux grandes saisons : une saison pluvieuse (d’avril à octobre) et une sèche (de novembre à mars).

## Relief
On distingue trois grands types de paysages dans la zone de Mô :
- au sud de Bassar et sur toute la zone de Baghan-Tchapossi, remontant vers le Nord, un paysage de collines plus ou moins vallonnées issues de trois systèmes de relief :

- - à l’Est le système Fazao qui va rejoindre la branche Sud de l’Atakora,
  - au Centre, le système de Katcha qui remonte à l’Est de Tchapossi et de Dimori vers Kanbou,
  - à l’Ouest le système de Kamkpalle qui est parallèle à la frontière ghanéenne et qui isole Yakedji ;

- ces collines bornent au Nord, les plaines basses de la rive droite de, la plaine du Mô ;

- tout le long de la falaise Fazao, une zone de piedmont s’étendant du pied de la falaise jusqu’aux plaines de bordure de la rive gauche du Mô, avec de nombreux ruisseaux descendant de la falaise et s’étalant à leur rencontre avec le Mô ;

- une plaine au Sud légèrement vallonnée, centrée sur Djarkpanga, dominant les plaines alluviales de la rive gauche du Mô et allant jusqu’à la frontière ghanéenne à Tindjasse.

## Hydrographie
Le réseau hydrographique de la plaine appartient au bassin de la Volta.
Elle comprend une multitude de cours d’eau et leurs affluents. On peut énumérer entre autres :
- le Mô et ses affluents, le Kagnigbara, le Pougarini, le Bona, le Kanian, le Naolo, le Kale, le Boubou, le Sako et le Kone ;
- le Sako, affluent le plus important, comporte plusieurs sous affluents, principalement, Agorobani, Takourabnoou, Ouhokou et Mbale ;
- le Kpaza et ses principaux affluents le Koue faisant frontière avec le Ghana voisin au Sud-Ouest, le Mou, le Kabate et le Koundale.

Le Mô prend sa source dans les Monts Aledjio, tandis que la plupart de ses affluents dans la plaine d’une part, et le Kpaza et ses affluents d’autre part, prennent naissance dans les Monts de Fazao.
Les cours supérieurs de ce réseau hydrographique sont donc très rapides avec des pentes dépassant parfois 1% provoquant ainsi d’importants ravinements des lits, ce qui entraîne le plus souvent une destruction de la forêt galerie par déracinement d’arbres et un encombrement de ces lits par des matériaux charriés.
Dans la plaine, les pentes des lits des cours d’eau s’adoucissent, variant entre 0,5 et 1%. Les matériaux entraînés dans les cours supérieurs se déposent alors en formant des dépôts alluvionnaires dans les bas-fonds où l’érosion est peu marquée.
Les rivières Mô et Kpaza, principaux cours d’eau de la plaine, se jettent dans l’Oti au Ghana.
Du point de vue topographique, plusieurs cours d’eau de la plaine présentent des lits plus au moins encaissés pouvant offrir des sites intéressants pour des aménagements hydro-agricoles.

## Hydrologie
L’hydrologie des cours d’eau de la plaine n’est pas très fournie. Hormis le Mô qui a disposé d’une station hydrométrique bien suivie à Boungoulou de 1971 à 1987, les autres cours d’eau ne sont pas bien connus.

## Histoire du peuplement de la plaine de Mô
La discussion sur l'appartenance de la plaine de Mô à x ou y entre les anciens occupants autochtones n'est plus d'actualité. Des évènements se sont succédé à différentes époques.

### Époque ancienne
À l'époque ancienne, les royaumes frontaliers dagomba et Bassar s'y étaient affrontés pour sécuriser leurs limites jusqu'en 1873, date ayant marqué la fin des affrontements entre Bassars et Dagombas à cause des localités de Folo et Kagnibgara[pas clair] (voir référence encadrée ci-dessous). 
« Les Bassar sont attaqués par Naa-abdoulai, roi des dagomba de 1870 à 1873. C'est durant cette période que les groupements comme les Kadiamgbaras et les Folos (des Bassars infiltrés dans la plaine du mo) sont sépares de la suzeraineté bassari et dépendent alors plus ou moins du royaume dagomba » (source: robet cornevin « histoire du togo » 1950, page 115).

### Accords de répartition de la plaine de Mô en trois zones entre les ressortissants des royaumes limitrophes de Dagomba, Bassar et Tchaoudjo
Pour mettre fin à de pareils affrontements, des accords ont été conclus pour répartir la plaine de Mô en trois zones de contrôle, une dizaine d’années avant l'arrivée des Allemands au Togo en 1884. Depuis lors, les aïeux ont toujours cohabité en harmonie entre les ressortissants de ces royaumes :
- les ressortissants du royaume Tem descendus de Souroukou et Tassi hauts pour exploiter la riche plaine pacifiée contre les razzias, en se réinstallant dans la zone sud du piedmont, à partir de Souroukou jusqu'à Kouida, contrôlée par les autochtones de Souroukou ;

- les ressortissants du royaume Bassar descendus de Boulohou haut pour exploiter la riche plaine pacifiée contre les razzias, en se réinstallant dans la zone nord du pied- mont, à partir de Boulohou jusqu'à la rivière Mo, contrôlée par les autochtones de Boulohou ;

- les ressortissants du royaume Dagomba occupaient la zone ouest, à partir de la mi-distance entre Boulohou et Djarkpanga (limites des champs respectifs) jusqu'à la limite avec « nanum » (au-delà de la frontière du Ghana actuel), zone contrôlée par les autochtones de Djarkpanga.

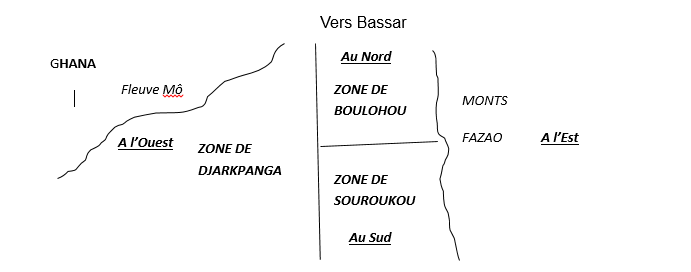

La vie en symbiose dans la plaine au contact du royaume tem a entrainé l'adoption de l'organisation politique du type tem et sa langue par les ressortissants des royaumes Bassar et Dagomba ; les gens de Zoulohou étant Bassars (Tcham) et ceux de Djarkpanga étant des « akan » (guerriers venant de la zone d'Akwaw / région ashanti de Kumasi, qui furent installés par le roi Dagomba de Yendi à l'issue des missions guerrières réussies contre les voisins mamprusi).
Avec le déplacement interne des populations, favorisé par un phénomène de brassage, les ressortissants des zones se sont installés sur les terres d’autres zones sur autorisation des autochtones de leurs points de chute.

### L’immigration massive dans les trois zones des rapatries du Ghana à partir de 1969
Les autochtones de chacune des trois zones ont accueilli en masses sur leurs terres les réfugiés de plusieurs ethnies à la fois qui furent rapatries de Ghana à la suite des troubles post-électoraux par le régime Kofi Abrefa Busia en exécution de la loi du 8 décembre 1969.[réf. nécessaire]

### Témoignage vivant de la seule Elite de la plaine de Mô
Des évènements qui se sont succédé à partir de 1969, Tchatomby Ouro-Bawinay, doyen des cadres et natif de la plaine de Mô, qui a joué un rôle historique dans l’accueil communautaire et l’installation des expulsés de Ghana à partir de décembre 1969 :
De 1969 à 1972 : Tchatomby Ouro-Bawinay a joué un rôle historique qui marquera a jamais la plaine de Mô, en ses qualités de chef du service des affaires sociales pour la circonscription administrative de Sotouboua d’une part, l’un des trois membres de la délégation spéciale du conseil de la circonscription administrative et responsable politique adjoint du RPT naissant à l'époque, d’autre part et par coïncidence l’unique élite de la plaine de Mô, zone de pénétration.
Ce rôle déterminant a été celui de facilitateur des négociations auprès du chef de village de Djarkpanga Ouro-Ngahoui Tchedre, avec l’appui de son feu-père Seïdou Ouro-Bawinay, notable principal (dit Tchami) tuteur des étrangers et premier responsable du RPT de 1969 à 1989. 
Ces négociations concernaient l’accueil communautaire des tout-premiers groupes de compatriotes de diverses ethnies du nord Togo, expulses du Ghana à la suite des troubles post-électoraux par le régime Koffi Bouzia, et l’installation de ceux-ci dans les fermes plus ou moins lointaines de la collectivite autochtone de djarkpanga, notamment : à Abougnagna, Azouade, Tindjazi, Saïboude, Nabou-Koura, Ipoualide, Takade, et aussi dans les champs autour de l’agglomération de Djarkpanga : à Tampini (actuel Gnezimde), Wokou, Gmaladema, et autres localités.
|  |